# Drepanogynis incondita
Drepanogynis incondita är en fjärilsart som beskrevs av W. Warren 1904. Drepanogynis incondita ingår i släktet Drepanogynis och familjen mätare. Inga underarter finns listade i Catalogue of Life.